# PGC 53183
PGC 53183, auch ESO 580-49, ist eine Spiralgalaxie im Sternbild Waage am Südsternhimmel. 
m Oktober 2011 wurde ein katastrophaler Ausbruch hochenergetischer Gammastrahlung (GRB) in der Himmelsregion entdeckt. Die Astronomen gehen davon aus, dass die Galaxie der Auslöser des GRB war, da die Wahrscheinlichkeit einer zufälligen Übereinstimmung zwischen den beiden Galaxien bei etwa 1 zu 10 Millionen liegt. Mit einer Entfernung von etwa 175 Millionen Lichtjahren von der Erde war dies der zweitnächste Gammastrahlenausbruch (GRB), der jemals entdeckt wurde.
Gammastrahlenausbrüche gehören zu den hellsten Ereignissen im Kosmos und überstrahlen gelegentlich für einige Sekunden die gesamte Gammastrahlung des beobachtbaren Universums. Die genaue Ursache des GRB, der wahrscheinlich in dieser Galaxie stattfand und als GRB 111005A katalogisiert ist, bleibt ein Rätsel. Es sind mehrere Ereignisse bekannt, die zu GRBs führen, aber keine dieser Erklärungen scheint in diesem Fall zu passen. Die Astronomen vermuten daher, dass ESO 580-49 Schauplatz einer neuen Art von GRB-Explosion war, die bisher noch nicht charakterisiert wurde.